# Max Wogritsch
Max Wogritsch (* 6. Juni 1880 in Dresden; † 23. März 1951 in Sendenhorst) war ein deutscher Schauspieler, Produktionsleiter und Aufnahmeleiter.

## Leben
Wogritsch hatte eine musikalische Ausbildung erhalten und als Cellist gespielt, ehe er 1906 sein erstes Schauspieler-Engagement am Zürcher Stadttheater antrat. Er blieb dort die kommenden fünf Jahre und wechselte 1911 ans Stadttheater Düsseldorf. Dort trat Max Wogritsch bis Ende des Ersten Weltkriegs auf und wirkte nebenbei, seit dem 11. August 1911, auch in Filmen Düsseldorfer und Berliner Provenienz mit, darunter zwei frühe Asta-Nielsen-Erfolge.
Seit 1919 in Berlin ansässig, konzentrierte sich Wogritsch auf seine Arbeit für das Kino. Seit den frühen 20er Jahren war er primär als Aufnahmeleiter tätig, gelegentlich auch als Produktionsleiter. In den 30er Jahren verdiente sich Wogritsch seinen Lebensunterhalt als Disponent und Betriebsleiter in der Tontechnik-Abteilung der Tobis.

## Filmografie
als Schauspieler
- 1911: Zouza
- 1911: Halbwelt
- 1912: Das Mädchen ohne Vaterland
- 1912: Die Sünden der Väter
- 1913: Um das Glück betrogen
- 1913: Ketten der Vergangenheit (Mitwirkung unsicher)
- 1917: Gräfin Maruschka
- 1918: Die Kleptomanin
- 1918: Der Wahn ist kurz
- 1919: Irenes Fehltritt
- 1920: Präsident Barrada
- 1920: Im Banne des Andern
- 1920: Das grüne Plakat
- 1920: Das große Geheimnis
- 1921: Mann über Bord
- 1921: Seines Bruders Leibeigener
- 1921: Memoiren eines Kammerdieners
- 1921: Die rote Nacht
- 1921: Der lebende Propeller
- 1921: Die Ehe der Hedda Olsen
- 1922: Der Roman einer armen Sünderin
- 1922: Das Straßenmädchen von Berlin
- 1923: Tatjana
- 1927: Doña Juana
- 1928: Ungarische Rhapsodie
- 1929: Manolescu
- 1930: Der unsterbliche Lump

als Aufnahmeleiter
- 1922: Tabea, stehe auf!
- 1923: Der Evangelimann
- 1923: Tatjana
- 1923: Der verlorene Schuh
- 1925: Zur Chronik von Grieshuus
- 1928: Looping the Loop
- 1928: Ungarische Rhapsodie
- 1929: Die wunderbare Lüge der Nina Petrowna
- 1929: Der unsterbliche Lump

als Produktionsleiter
- 1925: Zur Chronik von Grieshuus
- 1926: Manon Lescaut
- 1926: Faust
- 1932: Unter falscher Flagge